# Laguna blu - Il risveglio
Laguna blu - Il risveglio è un film per la televisione del 2012 diretto da Mikael Salomon e Jake Newsome.
Si tratta di un remake in chiave contemporanea del film Laguna blu, tratto dal romanzo La laguna azzurra di H. Devere Stacpoole. È l'unico film della serie di Laguna blu dove non sono mostrate le nudità dei protagonisti.
Nello stesso film è presente l'attore originario di Laguna blu Christopher Atkins nel ruolo di Mr. Christiansen.
Fu trasmesso in chiaro su Italia 1 il 6 luglio 2016.

## Trama
Emma e Dean frequentano il liceo, ma sono completamente diversi: lei ha già tutto programmato, mentre Dean è orfano di madre ed è un ragazzo solitario. I loro professori organizzano una gita a Trinidad (Caraibi), dove gli studenti potranno costruire una scuola facendo volontariato. Una sera Emma e le sue amiche vengono invitate da Stephen a una festa di carnevale "clandestina" a cui partecipa anche Dean. Alla festa arriva la polizia ed Emma cade per sbaglio in mare, Dean si butta per aiutarla ed entrambi salgono sul gommone attaccato alla barca della polizia. Dean, però, taglia la corda del gommone: i due ragazzi finiscono così dispersi in mare e approdano su un'isola.
In attesa che qualcuno venga a prenderli, la coppia trascorre tre mesi sull'isola e s'innamorano; quando un elicottero li trova e li riporta a casa il rapporto tra Emma e Dean torna a com'era prima del naufragio, poiché Emma ritrova i suoi amici e Dean rivede in lei la ragazza snob di un tempo. Al ballo della scuola, però, ritrovano l'intesa e tornano insieme.

## Produzione
La produzione del film iniziò in California con Eric Bross come regista e Denis Lenoir come direttore della fotografia. Quando la produzione si spostò sull'isola di Maui per le riprese entrambi furono rimpiazzati dal regista Mikael Salomon e dal direttore della fotografia Roy H. Wagner.

## Colonna sonora
- Hawk Eyes - The Kicks
- No One Here - The 88
- All 'Cause of You - The 88
- I Do - Dave Thomas junior
- Leave Me as You Find Me - Josh Powell feat. Fraser Smith
- December Days - Tim Hanauer
- Let's Take the World Tonight - Shane Harper